# Knutsmässo marknad
Knutmässo marknad är en roman av Hjalmar Bergman från 1916 och den sista i trilogin Komedier i Bergslagen.

## Handling
Romanen är tänkt utspela sig vid mitten av 1800-talet, och författaren har här hämtat inspiration från Hindersmässan i sin hemstad Örebro.
I det myller av människor som besöker marknaden återfinns bland annat Roger Bernhusen de Sars från Hans nåds testamente, som en ung man. Romanen tar vid en tid efter Två släkter och ett antal av figurerna från denna bok återkommer här. Den tidigare mäktiga ätten Siedel är på nedgång, och här skildras några av denna ätts sista drabbningar med rivalerna i Ryglingeätten. Som i så många av Bergmans romaner förekommer även här en urladdning med ond bråd död mot slutet.